# یواس‌اس تیپتن (ای‌کی-۲۱۵)
یواس‌اس تیپتن (ای‌کی-۲۱۵) (به انگلیسی: USS Tipton (AK-215)) یک کشتی بود که طول آن 388' 8" بود. این کشتی در سال ۱۹۴۵ ساخته شد.